# Edificio del Cuerpo de Bomberos de Chillán
El Edificio del Cuerpo de Bomberos de Chillán, es un recinto ubicado en la ciudad de Chillán, Chile, cual es considerado sede del Cuerpo de Bomberos de Chillán e Inmueble de conservación histórica. Fue construido en 1940, bajo parámetros de la arquitectura moderna, por los arquitectos Ricardo Müller Hess y Tibor Weiner.

## Historia
El primer cuartel de bomberos de Chillán, estaba ubicado en la esquina de calle Constitución con calle Dieciocho de septiembre, lugar que anteriormente era ocupado por el Banco de Montenegro, y que actualmente es ocupado por una sucursal del Banco Estado. Sin embargo, el día 24 de enero de 1939, ocurrió un terremoto en la ciudad, cual destruyó la edificación de los bomberos.
En 1942, por iniciativa de los mismos ciudadanos, se inicia la reconstrucción del cuartel, sin embargo, queda inconcluso por falta de recursos. La intervención de la Corporación de Fomento de la Producción al año siguiente, permitió el avance de las obras, quedando a cargo de los arquitectos Ricardo Müller y Tibor Weiner, quienes además, ya habían mandado a construir los Edificios Municipales de Chillán.
El edificio no sufrió daños de gran consideración, hasta el Terremoto de Chile de 2010, siendo reinaugurado en 2016, con fondos de la Junta Nacional de Cuerpo de Bomberos. En 2013, existió la propuesta de convertir este edificio en Monumento nacional de Chile.